# Albert J. Beveridge

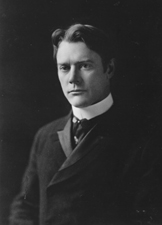
Albert J. Beveridge

Albert Jeremiah Beveridge (* 6. Oktober 1862 im Concord Township, Highland County, Ohio; † 27. April 1927 in Indianapolis, Indiana) war ein US-amerikanischer Politiker.

## Biografie
Nach dem Schulbesuch absolvierte er zunächst ein Studium an der DePauw University, das er 1885 beendete; anschließend studierte er die Rechtswissenschaften. 1887 wurde er als Rechtsanwalt zugelassen und gründete eine Kanzlei in Indianapolis.
Am 17. Januar 1899 wurde er als Kandidat der Republikanischen Partei zum US-Senator gewählt und vertrat nach seiner Wiederwahl 1905 vom 4. März 1899 bis zum 3. März 1911 die Interessen Indianas im Senat der Vereinigten Staaten. Während seiner Mitgliedschaft im Senat war er zeitweise Vorsitzender des Ausschusses für Waldreservate und Wildschutz sowie Mitglied des Ausschusses für Territorien. 1910 unterlag er seinem demokratischen Herausforderer John W. Kern.
Nach seiner Rückkehr nach Indianapolis betätigte er sich auf den Feldern der Literatur und der Geschichte. 1912 kandidierte er für die Progressive Party als Gouverneur von Indiana, unterlag jedoch dem demokratischen Bewerber Samuel Ralston. 1912 war er Vorsitzender des Nationalkonvents der Progressive Party in Chicago, der Theodore Roosevelt als Präsidentschaftskandidat der Partei nominierte. 1914 kandidierte er erneut erfolglos für die Progressive Party und dann 1922 wieder für die Republikaner für einen Sitz im US-Senat.
1920 erhielt Beveridge den Pulitzer-Preis im Bereich Biographie oder Autobiographie für The Life of John Marshall, eine vierbändige Biografie von John Marshall. Ebenfalls 1920 wurde er in die American Academy of Arts and Letters gewählt.